# 阿尼納

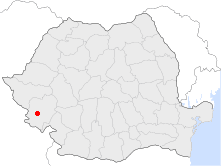

阿尼納是羅馬尼亞的城鎮，位於該國西南部，由卡拉什-塞維林縣負責管轄，面積14平方公里，海拔高度583米，2006年人口9,167。2002年，該鎮附近的山洞發現歐洲最古老的人類骸骨，歷史可追溯至四萬年前。